# José Cuesta Novoa
José Cuesta Novoa, né le 31 juillet 1961 à Bogota, est un philosophe, politologue, activiste et homme politique colombien. Il est conseiller de Bogota depuis juillet 2022.
Dirigeant étudiant dans les années 80, il rejoint le M-19 et rencontre Gustavo Petro. Après les accords de paix qui met fin à la guérilla, il reprend ses études. Il participe ensuite à la création du  POLO et du mouvement Progresistas en 2011 avec Petro.

## Biographie

### Études et ralliement au M-19
José Cuesta Novoa est né le 31 juillet 1961 à Bogota. En 1979, il postule et entre à l'École supérieure d'Administration publique (es). L'année suivante, en 1980, il entre à l'Université nationale de Colombie et étudie la philosophie et les lettres.
Il rallie la guérilla du M-19 et rencontre Gustavo Petro lors de son engagement de guérillero. Il en reste membre jusqu'en 1990 et l'accord de paix avec le gouvernement.

### Parcours politique

#### Démobilisation et création du Pôle démocratique alternatif
Après la démobilisation de la guérilla du M-19, il retourne à la vie civile et reprend ses études de philosophie à l'université nationale de Colombie, dont il sort diplômé en 1994. L'année suivante, il mène une maîtrise d'études politiques à l'Université pontificale Javeriana, dont il sort diplômé en 1995.
En 2005, il participe à la création du parti de gauche du Pôle démocratique alternatif

#### Élections de 2011 à Bogota et création de Progresistas
Lors des élections municipales de Bogotá en 2011 (es), il est initialement candidat avec son parti, le Pôle démocratique alternatif, pour être élu conseiller.
Mais avant l'élection, il se désiste de la liste municipale et rallie l'aile gauche du Pôle démocratique alternatif, la scission menée par Gustavo Petro, qui fonde Progresistas.

#### Fonctionnaire et sous-secrétaire au gouvernement de Bogota
En 2009, il est nommé directeur adjoint de l'Institut de district pour la participation et l'action communautaires (Idpac). Après l'élection de Gustavo Petro à la mairie de Bogotá en octobre 2011, José Cuesta Novoa reste proche de Petro. Il est nommé sous-secrétaire au gouvernement de Bogota en juillet 2014.
Entre 2014 et 2015, il coordonne la mise en place de réglementations environnementales, notamment d'empêcher l'élimination des ordures dans des lieux ou à des horaires inappropriées, l'incinération des ordures et la mise en place d'une injonction environnementale pour les habitants de Bogota en cas de non respect de ces règles.
Il est également un activiste de la lutte pour la réouverture de l'hôpital San Juan de Dios et de l'Institut maternel et infantile local.

#### Lieutenant de Gustavo Petro pour l'élection présidentielle et candidat aux législatives de 2018
Proche de Gustavo Petro, il coordonne dès 2017, la collecte de signatures citoyennes pour enregistrer la création en tant que parti de Colombia Humana et approuver la candidature de Gustavo Petro pour l'élection présidentielle de 2018.
En mars 2018, il est candidat aux élections législatives de 2018 avec la coalition de la Liste de la décence (es). Placé cinquième sur la liste des candidats pour la Chambre des représentants à Bogotá, il n'est pas élu, la coalition n'obtenant que deux sièges.

#### Candidat aux élections de Bogota en 2019, remplaçant de Susana Muhamad en 2022

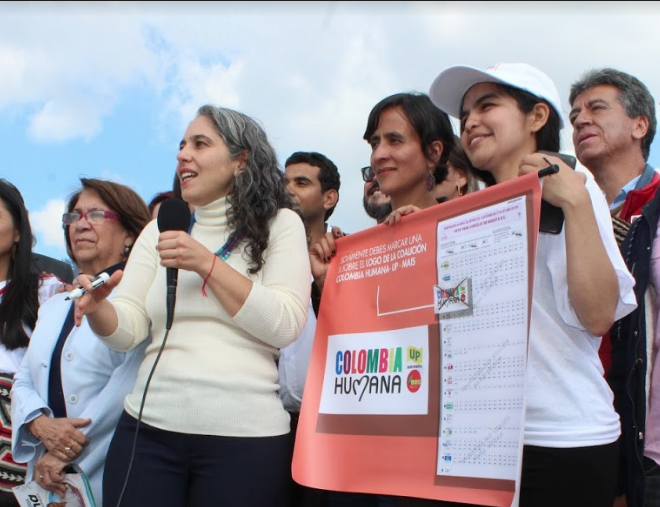
José Cuesta Novoa avec Aída Avella,, David Racero et Susana Muhamad lors de la campagne à Bogotá en 2019.

Lors des élections municipales de Bogotá en 2019 (es), il est candidat sur la liste d'une coalition crée de Colombia Humana, l'Union patriotique et le Mouvement alternatif indigène et social. Le Pôle démocratique alternatif, son ancien parti, décide de participer sans alliance à l'élection.
À l'issue de l'élection, il n'est pas élu, la coalition ne remportant que quatre sièges. Néanmoins, lors de la nomination de Susana Muhamad, conseillère de Bogota, en tant que ministre de l'Environnement dans le gouvernement de Gustavo Petro, elle démissionne de son siège d'élue locale le 14 juillet 2022. Il prête serment en tant que conseiller le 21 juillet.
En juillet 2023, il est à nouveau nommé sur la liste de la gauche pour les élections municipales à Bogotá de 2023, cette fois-ci avec la coalition du Pacte historique. Selon le journal Noticias RCRN, il est placé à la cinquième place de la liste, lui donnant une chance d'être élu.